# Битка при Беер Шева (1917)
Битката при Беер Шева се води на 31 октомври 1917 г., когато Египетският експедиционен корпус напада и пленява гарнизона на Група армии Йълдъръм в Беер Шева, започвайки Южната палестинска офанзива на Синайско-Палестинската кампания на Първата световна война.

## Ход на битката
След успешни ограничени атаки на сутринта от пехота на 60-а Лондонска и 74-та дивизия на XX Корпус от югозапад, Конната дивизия на АНЗАК предприема серия атаки. Тези атаки срещу силните укрепления, които доминират източната страна на Беер Шева, в крайна сметка довеждат до превземането им в късния следобед. Малко след това два полка на Австралийската конна дивизия предприемат кавалерийска атака с щикове в ръце, единственото им оръжие за конна атака като пушките им са на гърбовете им. Докато два от полковете слизат, за да нападнат окопите на Тел ес Саба, отбраняващи Беер Шева, останалата част на леката кавалерия продължава атаката си в града, превзема го и пленява част от гарнизона, който отстъпвал.